# Aspetuck (Connecticut)
Aspetuck ist ein Dorf und eine "unincorporated community" (gemeindefreies Gebiet) am Aspetuck River in Fairfield County (Connecticut). Das Dorf liegt zum größten Teil auf dem Gebiet von Easton erstreckt sich aber auch bis Weston.
Bedeutend ist es wegen des Aspetuck Historic District, einer gut erhaltenen Ansammlung von Häusern aus dem 18. und 19. Jahrhundert. Es wurde nach den Aspetuck Indians benannt, die 1670 das Gebiet für Decken, Winterweizen und Mais im Wert von $ 36 verkauften. Weston wurde 1787 gegründet und Easton wurde 1845 davon abgetrennt und zur Gemeinde erhoben.

## Aspetuck Historic District

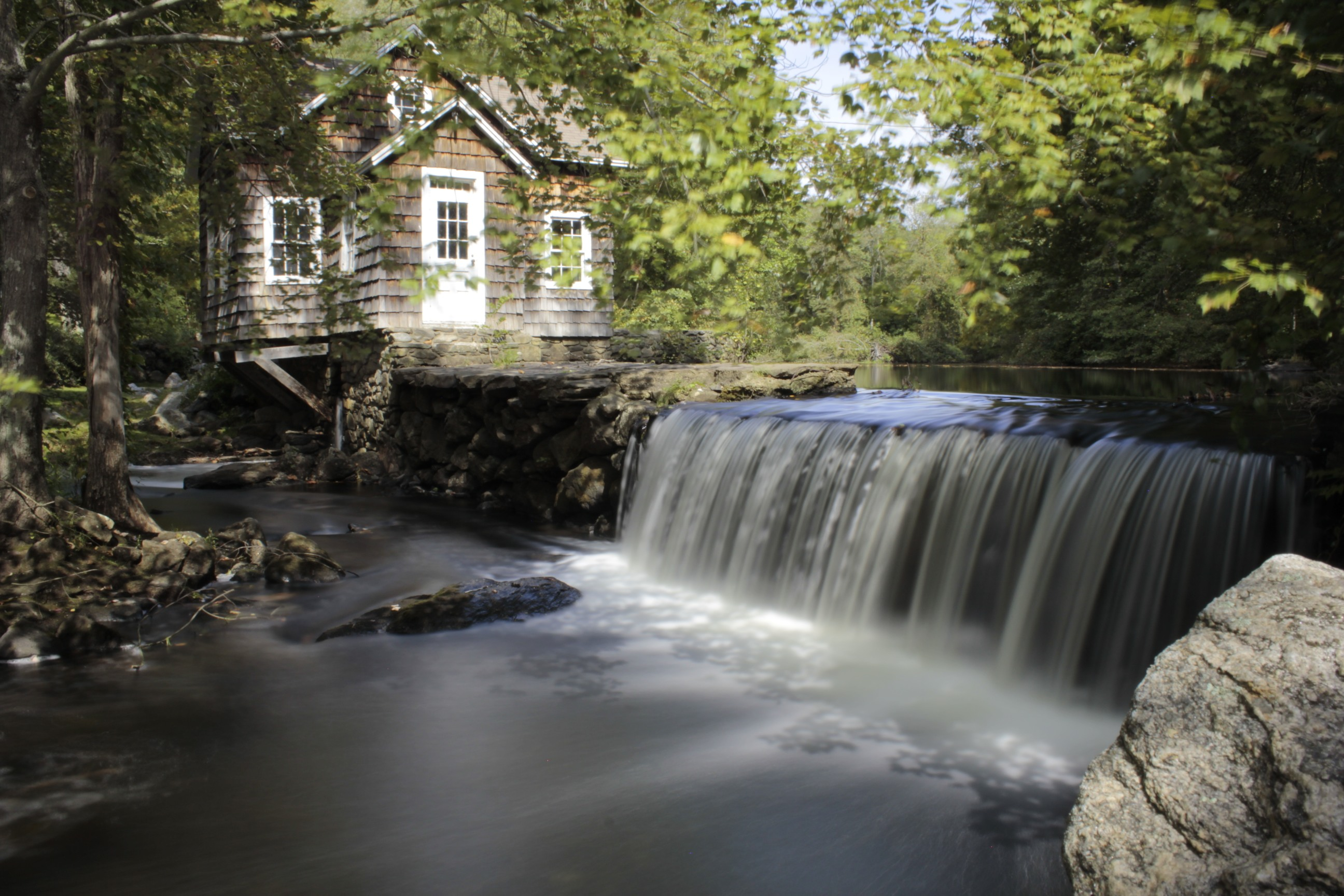
Damm bei der Orando Perry grist mill

Der Aspetuck Historic District ist ein Historic District mit Teilen eines historischen Dorfes. Er wurde am 23. August 1991 in das National Register of Historic Places aufgenommen. Auf einer Fläche von 32 ha (80 acre) entlang des Aspetuck River stehen die ältesten Gebäude von Easton. Die 22 Häuser stammen aus der Zeit zwischen 1750 und 1850. Einige Gebäude sind im Colonial-Revival-Stil erbaut. Der Distrikt erhält seine Bedeutung dadurch, dass er "eine bäuerliche Gemeinschaft in Connecticut zeigt, die kaum verändert wurde", darüber hinaus lebte dort Helen Keller im Alter. Die taubblinde Keller spazierte oft allein durch das Viertel, wobei sie sich an einem Zaun orientierte, der bis zum Aspetuck River verlief.
Der Historic District beinhaltet ausgedehnte Ländereien, endet aber dort, wo Gebäude massiv verändert oder neu erbaut wurden. Charakteristisch für die Häuser ist der Zentral-Kamin und die Giebeldach-Häuser.
Zu den sehenswerten Gebäuden gehören vor allem:
- Orando Perry House, 1840, mit Einflüssen der Greek Revival Architecture: eine Kleine Veranda mit dorischen Säulen und einem Bohlen-Steg.
- Bradley House, 7 Old Redding Road.
- Helen Keller House, 1946, 163 Redding Road, ein Colonial Revival dwelling, erbaut im 20. Jahrhundert nach Vorbildern aus dem 18. Jahrhundert: Mit denticular cornice (Gesims) und einem überdachten Eingangsvorbau mit Tuscan columns.[4]
- Peter Williams House, 1810, 65 Redding Road.
- David Bradley House, 1790, 135 Redding Road.
- Bogenbrücke (Connecticut Dept. of Transportation Bridge #4933) aus armiertem Beton mit Kopfstein-gepflasterten Zwickeln und Brüstungen von 1941.
- Naturstein-Damm aus dem 19. Jahrhundert bei der Orando Perry grist mill.